# اوکسانا کوستینا

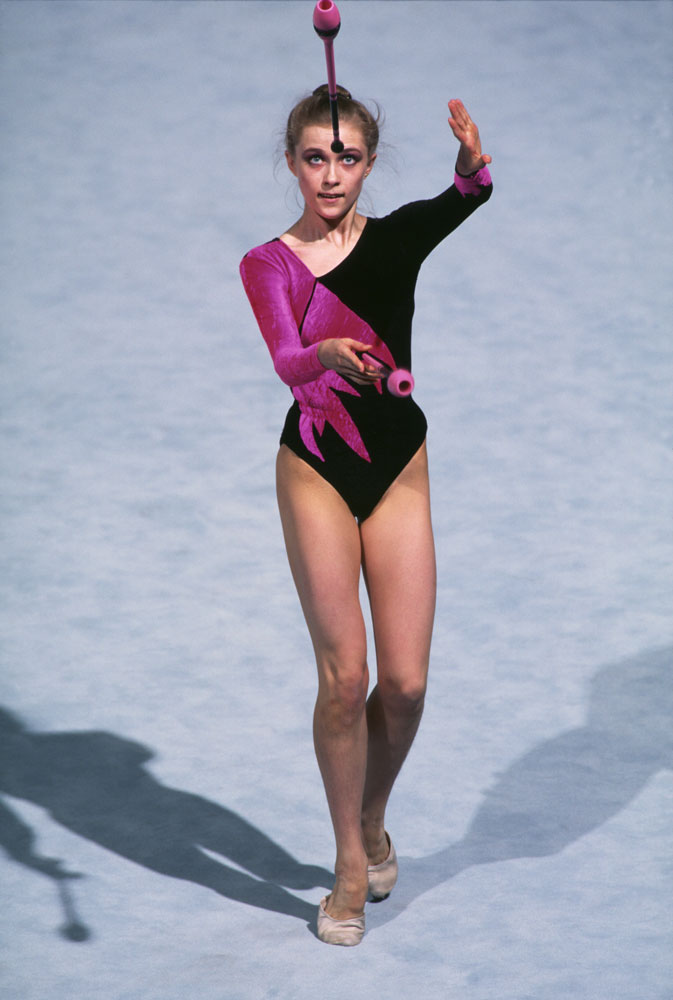
اوکسانا کوستینا در سال ۱۹۹۰

اوکسانا کوستینا (به روسی: Оксана Александровна Костина) ژیمناست زادهٔ ۱۵ آوریل ۱۹۷۲ میلادی اهل کشور روسیه است.